# (758) Mancunia
(758) Mancunia – planetoida z pasa głównego asteroid okrążająca Słońce w ciągu 5 lat i 255 dni w średniej odległości 3,19 au. Została odkryta 18 maja 1912 roku w Union Observatory w Johannesburgu przez Harry’ego Wooda. Nazwa pochodzi od łacińskiej nazwy Manchesteru, rodzinnego miasta odkrywcy. Przed jej nadaniem planetoida nosiła oznaczenie tymczasowe (758) 1912 PE.